# Repinaldo Branca
Repinaldo Branca es el nombre de una variedad cultivar de manzano (Malus domestica). Esta manzana es originaria de Galicia, está cultivada en la colección de árboles frutales y banco de germoplasma de Mabegondo con el Nº 75; ejemplares procedentes de esquejes localizados en Doroña, lugar situado en la parroquia de Castañeda, del municipio de Arzúa (La Coruña).

## Sinónimos
- "Manzana Repinaldo Branca",[4][5]
- "Maceira Repinaldo Branca".

## Características
El manzano de la variedad 'Repinaldo Branca' tiene un vigor vigoroso. Tamaño grande y porte erguido.
Época de inicio de brotación a partir del 19 de abril y de floración a partir de 8 de mayo.
Las hojas tienen una longitud del limbo de tamaño corto, con la máxima anchura del limbo estrecha. Longitud de las estípulas es media y la máxima anchura de las estípulas es estrecha. Denticulación del borde del limbo es serrado, con la forma del ápice del limbo cuspidado y la forma de la base del limbo es obtuso. Con subestípulas presentes.
Sus flores tienen una longitud de los pétalos media, anchura de los pétalos es media, disposición de los pétalos libres entre sí, con una longitud del pedúnculo media.
La variedad de manzana 'Repinaldo Branca' tiene un fruto de tamaño pequeño, de forma globoso-cónica, de color amarillo, con chapa lavada, e intensidad pálida. Epidermis de textura suave, con pruina en su superficie y con presencia de cera media. Sensibilidad al "russeting" (pardeamiento áspero superficial que presentan algunas variedades)  muy poco sensible. Con lenticelas de tamaño grande.
Los sépalos están dispuestos de forma variable, y variable en su base; su fosa calicina profunda y de una anchura media. Pedúnculo de grosor estrecho y de longitud largo, siendo la cavidad peduncular de una profundidad profunda y de anchura media. Con pulpa de color crema-amarilla, cuya firmeza es intermedia y textura intermedia; su jugosidad es intermedia con sabor de acidez débil, y aromática, anisada.
Época de maduración y recolección es el 24 de septiembre. 'Repinaldo Branca' es una manzana que su destino es la conservación de esta variedad en el banco de germoplasma de Mabegondo como reserva genética.

## Susceptibilidades
- Oidio: ataque débil
- Moteado: no presenta
- Raíces aéreas: no presenta
- Momificado: no presenta
- Pulgón lanígero: ataque débil
- Pulgón verde: ataque medio
- Araña roja: no presenta
- Chancro del manzano: no presenta[3]